# Jurament More Judaico

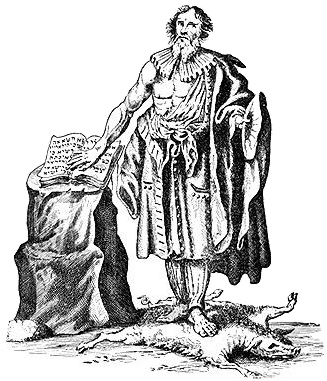
Gravat del. mostrant un jurament jueu a Alemanya.

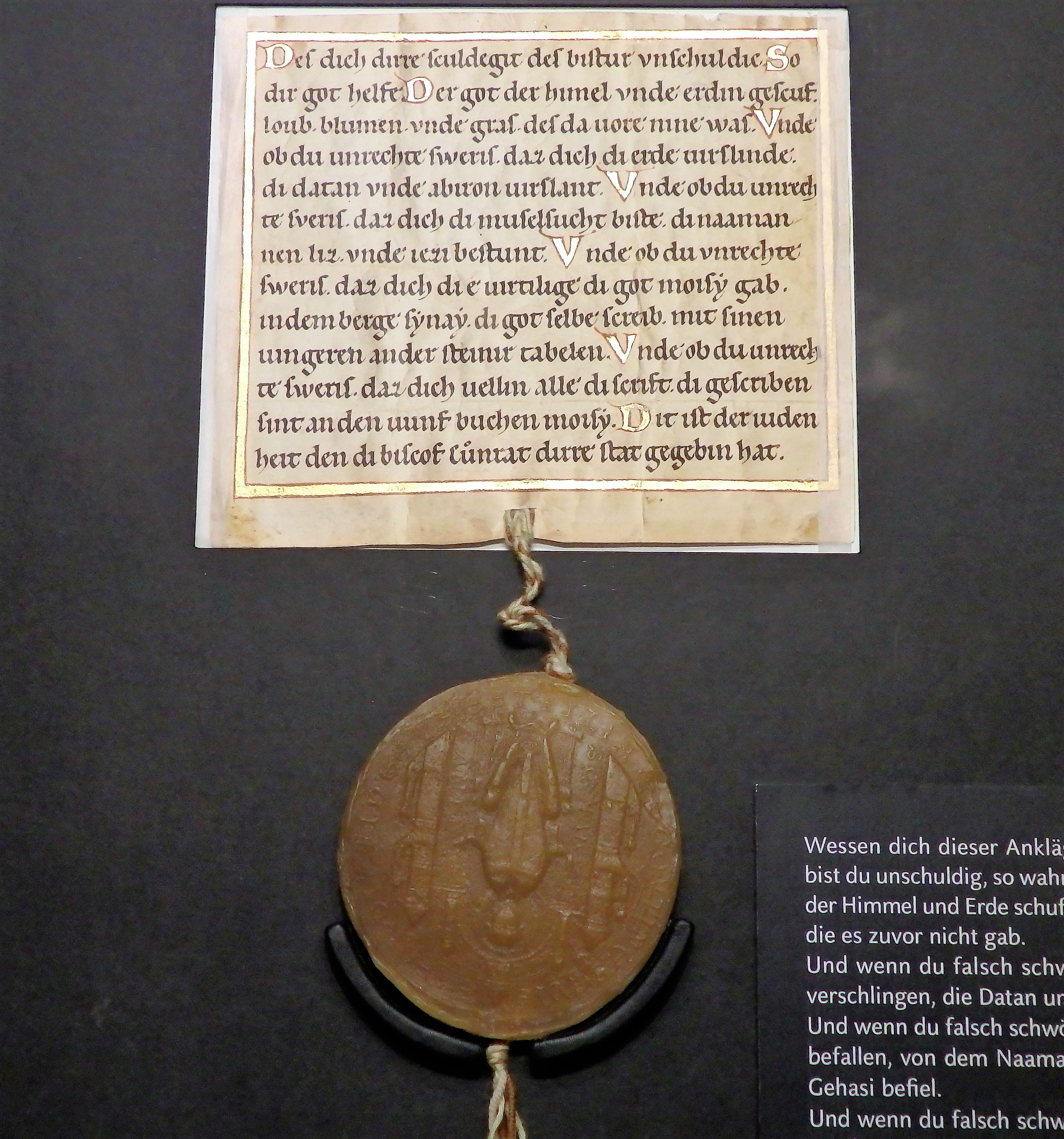
Faksimile des Erfurter Judeneids, Alte Synagoge, Erfurt

El jurament more judaico (jurament segons el costum jueu) era una forma especial de jurament que els jueus havien de lliurar als tribunals a diferents estats europeus. Aquest jurament anava acompanyat per certes cerimònies i sovint tenia una connotació deliberadament humiliant o implicava algun perill per al jueu. More judaico en llatí significa "segons el costum jueu".
La qüestió de la fiabilitat del jurament dels jueus estava estretament relacionada amb la importància que les autoritats cristianes atribuïen a la pregària de Kol Nidrei que els jueus llegien el Yom Kippur, però en general, l'obligació d'aquest jurament era un senyal característic de l'actitud dels estats medievals envers els seus súbdits jueus. La conjunció de l'Església amb l'Estat forçava fórmules diferents per a aquells que estaven fora de l'església estatal.

## Desenvolupament històric

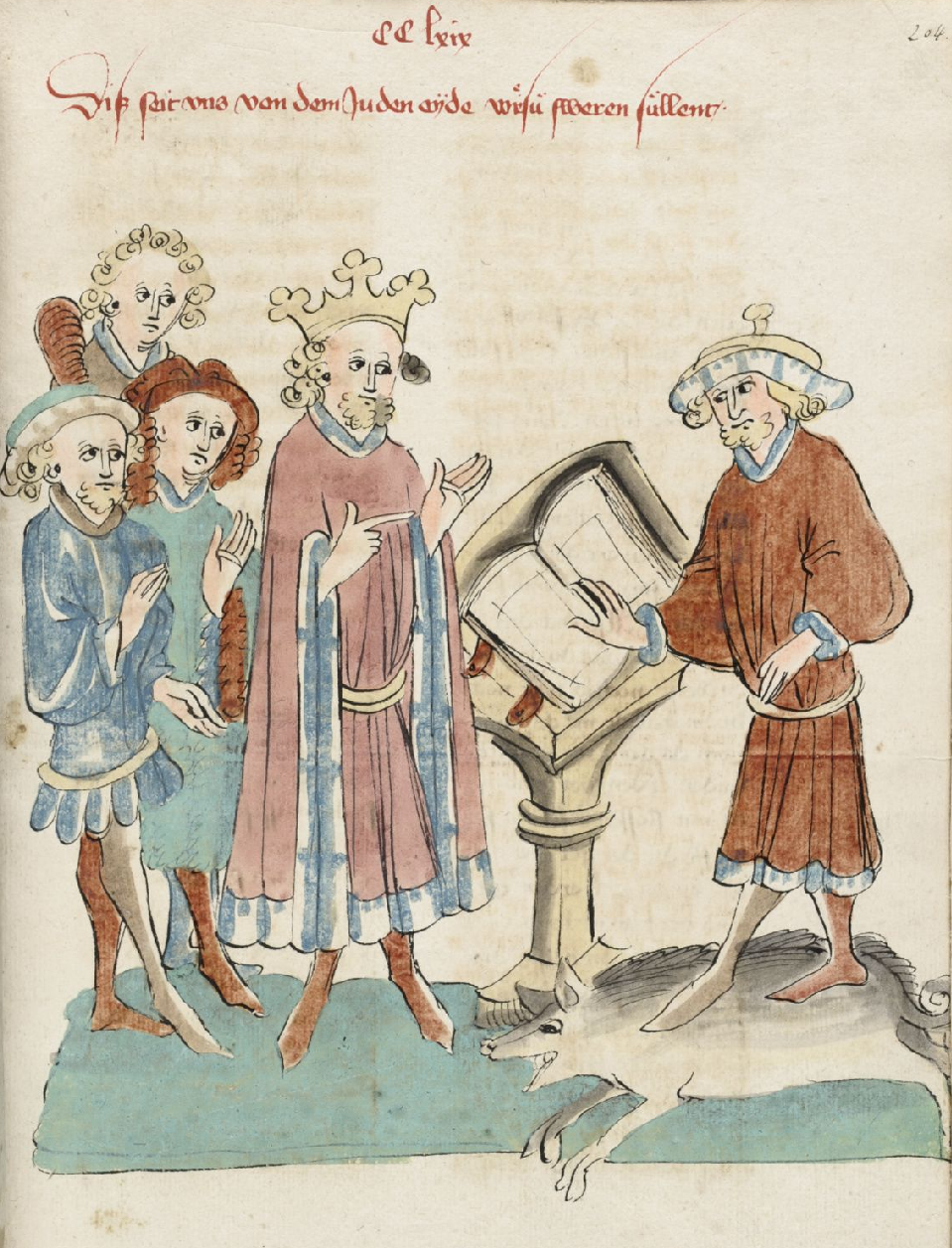
Jurament d'un jueu en un manuscrit de Schwabenspiegel, MS Brussels 14689-91, f. 204r, del taller de Diebold Lauber, c.1425

Les restriccions imposades als jueus durant la seva participació en judicis amb cristians es remunten a l'Imperi Romà d'Orient durant el regnat de Justinià I, que va dictaminar que ni els jueus ni els heretges podien ser admesos als tribunals com a testimonis contra els cristians, però el tribunal secular no va reconèixer aquesta limitació. Així, durant el lideratge dels reis carolingis al segle ix, aquests van ordenar tractar els jueus i els cristians com a iguals i, per tant, els seus testimonis eren vàlids, independentment de si juraven o no. Això va quedar clarament indicat en la carta de l'emperador Enric IV als jueus de Speyer el 1090. La llei del Príncep Frederic II (1244), que servia de model per a moltes altres lleis per als jueus, només requeria als jueus el jurament de la Torà. Existien lleis similars a Anglaterra, a Portugal i a Hongria, encara que Hongria va abolir el jurament de la Torà en casos trivials.
Hi va haver, però, algunes lleis antigues que prescrivien certes accions destinades a ridiculitzar els jueus en els judicis. Heus ací alguns exemples que il·lustren els tipus de rituals humiliants que acompanyaven la presa del jurament:
- Imperi Romà d'Orient (segle X): el jueu havia de portar una corona d'espines al voltant del cinturó, posar-se en aigua i jurament de Barase Baraa (Gènesi ), de manera que si cometia perjuri, seria empassat per la terra com Dathan i Aviron en el Llibre dels Nombres ( Núm. 16: 1-27).
- Arles (al voltant de 1150): Es penjava una corona d'espines al voltant del coll del jueu, unes altres al voltant dels genolls, i a part, es col·locava una branca d'espines de cinc colzes de llarg entre les cames del testimoni, mentre jurava amb totes les malediccions de la Torà en cas de perjuri.
- Suàbia (segle xiii): el jueu havia d'aguantar-se sobre la pell sagnant d'un xai.
- Silèsia (1422): el jueu havia d'aguantar-se sobre una cadira tres potes i pagar una penalització cada vegada que caigués, fins a la tercera, ja que si queia una quarta vegada - perdia el cas.
- Dortmund: el jueu era multat si no volia llegir el jurament.

## Enllaçosexterns
- Jewish Encyclopedia
- Judeneid Arxivat 2016-04-09 a Wayback Machine. Eintrag a Deutsches Rechtswörterbuch (DRW)